# لیبی
لیبی (به عربی: ليبيا) با نام رسمی دولت لیبی، کشوری در آفریقای شمالی واقع در جنوب دریای مدیترانه است. لیبی از شرق با مصر، از جنوب شرقی با سودان، از جنوب با کشورهای چاد و نیجر، از غرب با الجزایر و از شمال غربی با تونس مرز مشترک دارد و از سوی شمال به دریای مدیترانه پیوند می‌خورد که خط ساحلی به طول ۱٬۷۷۰ کیلومتر دارد. پایتخت و بزرگ‌ترین شهر لیبی، شهر طِرابلُس است که ۱٫۷ میلیون نفر از جمعیت کشور لیبی در آن‌جا زندگی می‌کنند. زبان رسمی لیبی، عربی و واحد پول آن، دینار لیبی است. کشور لیبی با مساحت ۱٬۷۵۹٬۵۴۱ کیلومتر مربع، هفدهمین کشور پهناور جهان و چهارمین کشور پهناور آفریقا و با جمعیت ۶٫۹۱۲٫۷۰۱ نفر ۱۰۴امین کشور پرجمعیت در جهان است. پیرامون ۹۰ درصد از سرزمین لیبی را بیابان و صحراهای بی آب و علف پوشانده است. مناطق نسبتاً سرسبز لیبی در کناره‌های دریای مدیترانه قرار دارد. هیچ رودخانه دائمی در خاک لیبی وجود ندارد و تنها ۲ درصد خاک آن کاربرد کشاورزی دارد. بخش عمدهٔ مواد غذایی مورد نیاز مردم لیبی از خارج وارد می‌شود. لیبی از دید تراکم جمعیت یکی از کم‌تراکم‌ترین کشورهای دنیاست. مساحت لیبی اندکی بزرگ‌تر از ایران است، ولی جمعیت آن کمتر از یک دهم ایران است. ۹۰ درصد از جمعیت ۶٫۹ میلیون نفری این کشور در باریکه‌ای از کناره‌های مدیترانه‌ای این کشور زندگی می‌کنند و در مناطق دیگر تنها قبیله‌های بیابانگرد (بدوی) روزگار می‌گذرانند.
لیبی به‌طور سنّتی به سه منطقه و بخش اصلی به نام‌های «اقلیم طرابلس»، «فزّان» و «بَرقه» تقسیم می‌شود که این سه منطقه در زبان‌های غربی به ترتیب Tripolitania و Fezzan و Cyrenaica نامیده می‌شوند.
کشور لیبی یکی از ۱۰ کشور اصلی صادرکننده نفت در جهان است و تولید ناخالص ملی سرانه آن جزو بالاترین‌ها در آفریقا است.
لیبی با عنوان «پادشاهی لیبی» در سال ۱۹۵۱ به استقلال رسید و از سال ۱۹۶۹ تا سال ۲۰۱۱ توسط معمر قذافی که با انجام یک کودتای نظامی بر سر کار آمد رهبری شد. با بروز جنگ داخلی که شاید یکی از مهم‌ترین دلیل این جنگ منابع نفتی زیاد است؛ در سال ۲۰۱۱ و پیروزی نسبی مخالفان قذافی، بخش عظیمی از لیبی در کنترل شورای ملی انتقالی اداره می‌شد. کرسی لیبی در سازمان ملل از تاریخ ۱۶ سپتامبر ۲۰۱۱ به نماینده شورای ملی انتقالی سپرده شده است.
در بهمن ماه ۱۳۸۹ اعتراضات گسترده‌ای در لیبی علیه حکومت معمر قذافی آغاز شد که در نتیجه به مرور بخش‌های مختلفی از این کشور از کنترل نیروهای حکومت خارج گردید. با قتل معمر قذافی در ۲۸ مهرماه ۱۳۹۰ یا سال ۲۰۱۱ میلادی حکومتش در این کشور به پایان رسید.

## ریشه نام
ریشه کلمه لیبی به زبان بربری می‌رسد و متون مصری نشان می‌دهد که لیبی به این نام نامگذاری شده است. نام خود را از قبیله بربر لیبو که در غرب رود نیل زندگی می‌کردند گرفته شده است. در زبان یونانی مردان این قبیله را لیبیایی می‌نامیدند و ایالت آنها را لیبی می‌نامیدند، اگرچه این عبارت یا اصطلاح در یونان باستان به همه مناطق اشاره می‌کرد. شمال آفریقا در غرب مصر، نه فقط لیبی.
هنگامی که ایتالیا در ۱۹۱۱ پس از میلاد لیبی را اشغال کرد، آن را آفریقای شمالی ایتالیا نامید و این نام را تا تقسیم منطقه به دو مستعمره در سال ۱۹۲۷ میلادی حفظ کرد. اولین مستعمره برقه ایتالیا یا سیرنائیک ایتالیا نامید و دومین مستعمره طرابلس ایتالیا نام داشت و در سال ۱۹۳۴ پس از میلاد، ایتالیا نام تاریخی قدیمی منطقه، «لیبی» را برای بار دیگر نام رسمی مستعمره انتخاب کرد.

## تاریخ

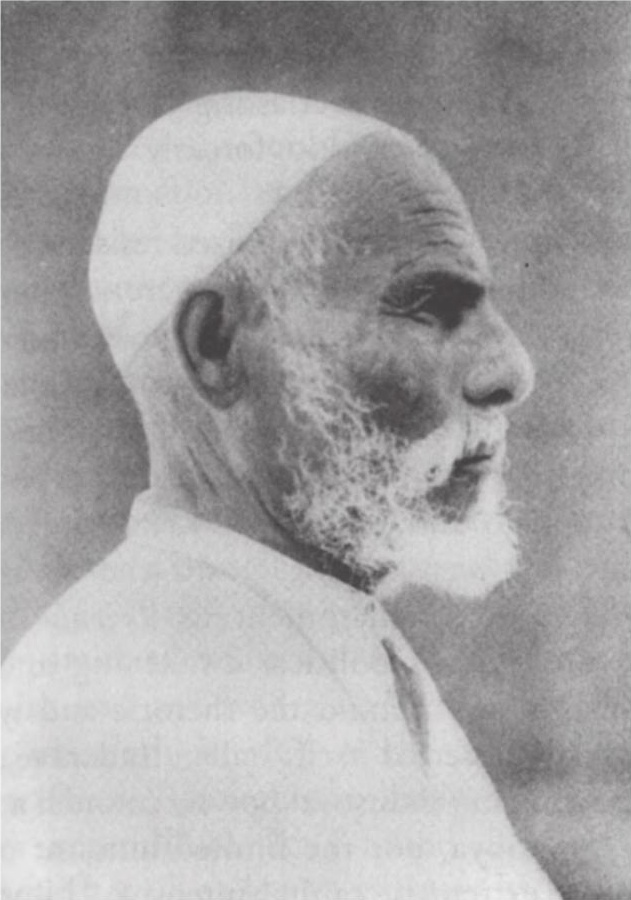
عمر مختار، رهبر جنبش مقاومت مردم لیبی علیه اشغالگری نظامی ایتالیا بود.

بخش خاوری لیبی (برقه یا سیرنائیک) در نیمه نخست سده یکم پیش از میلاد زیر فرمانروایی یونانی‌ها درآمد. باختر لیبی یا بخش طرابلس تا ۲۰۰ سال پیش از زایش مسیح بخشی از کشور کارتاژها بود. در سده یکم میلادی هر دو بخش لیبی زیر فرمانروایی امپراتوری روم قرار گرفتند و پس از آن نیز امپراتوری بیزانس (روم شرقی) بر آن‌ها حاکم شد. از نیمه دوم سده هفتم میلادی، کشورگشایی عرب‌ها به لیبی هم رسید و پای اسلام به این کشور هم کشیده شد. دوران حکومت چندین خلافت عربی بر لیبی سرانجام در قرن شانزدهم و با چیرگی امپراتوری عثمانی بر این کشور پایان یافت.

### تاریخ معاصر
تاریخ معاصر لیبی، بیشتر از جهت جنگ مردم لیبی با اشغالگران ایتالیایی اهمیّت دارد. امپراتوری ایتالیا حکومت لیبی ایتالیا را تأسیس کرد.
در سال‌های ۱۹۱۱ و ۱۹۱۲ ایتالیا سیرنائیک و طرابلس را از چنگ امپراتوری عثمانی درآورد و در سال ۱۹۳۴ از این دو بخش مستعمره لیبی ساخته شد. در جریان جنگ جهانی دوم، لیبی یکی از میدان‌های اصلی نبرد متفقین از یک سو و ایتالیا و آلمان از سوی دیگر بود. در سال ۱۹۴۷ ایتالیا از فرمانروایی بر لیبی دست کشید و چهار سال بعد با برپایی حکومت پادشاهی محمد ادریس سنوسی استقلال آن اعلام شد. در سال ۱۹۶۹ شماری از افسران ارتش لیبی به فرماندهی معمر قذافی که در آن زمان ۲۷ سال داشت، پادشاهی ادریس را برانداختند و سپس «جماهیر مردمی سوسیالیستی» در لیبی را برپا ساختند. حکومت قذافی صنایع این کشور را دولتی کرد و در عرصه سیاست خارجی رویکردی ضدغربی و در عین حال دائماً متغیر در پیش گرفت. این تغییر و چرخش‌ها مناسبات لیبی را حتی با شماری از کشورهای عربی نیز تنش‌آلود کرد.
طرابلس پایتخت کشور لیبی است. طرابلس را که در شمال غربی لیبی بر کرانه دریای مدیترانه واقع شده در سده هفتم پیش از میلاد فنیقی‌ها ساخته‌اند. نام طرابلس، گونه عربی‌شده واژه یونانی تریپولی به معنی «سه‌شهر» است.

### قیام و شورش سراسری
مجموعه‌ای از راهپیمایی‌های خیابانی، اعتراضات و نافرمانی‌های مدنی علیه حکومت لیبی و رهبر آن، معمر قذافی، از ۱۳ ژانویه ۲۰۱۱ میلادی، در کشور لیبی آغاز شد و از روز ۱۷ فوریه ۲۰۱۱، به شکلی گسترده‌تر درآمد و با برخوردهای خونین و خشونت‌آمیز حاکمیت با مردم معترض روبه‌رو شد. شورای امنیت سازمان ملل متحد با تصویب دو قطعنامه، منطقه پروازممنوع در لیبی ایجاد کرد و مجوز حملهٔ هوایی نیروهای ناتو به خاک لیبی علیه دولت قذافی داده شد. سحرگاه ۳۱ مرداد ۱۳۹۰ (۲۲ اوت ۲۰۱۱) مخالفان توانستند وارد طرابلس شوند و در همان روز یکی از دو تلویزیون ملی کشور را تحت کنترل خود بگیرند و تعدادی از نزدیکان معمر قذافی را دستگیر کنند. ساعاتی بعد یکی از پسران قذافی در خیابان‌های طرابلس ظاهر شد و خبر دستگیری خود را تکذیب کرد. سرانجام در ۲۸ مهرماه ۱۳۹۰، شهر سرت آخرین پایگاه معمر قذافی سقوط کرد و معمر قذافی کشته شد. دولت انتقالی اعلام پایان جنگ کرد اما از نیروهای ناتو خواست تا یک ماه دیگر نیز به مأموریت خود ادامه دهند.

### پس از جنگ
سه سال پس از مداخله نظامی غرب در لیبی که به سرنگونی معمر قذافی منتهی شد، لیبی به کشوری ویران، فاقد نظم، فاقد امنیت و در ضمن به صحنه جنگ‌های گوناگون داخلی تبدیل شد. از آن زمان تا کنون این کشور شاهد خرابکاری‌های گسترده، محاصره دائمی مجلس، اشغال وزارتخانه‌ها و حتی در یک مورد ربودن نخست‌وزیر بوده است. لیبی بعد از سرنگونی سرهنگ «معمر القذافی» دیکتاتور سابق لیبی در سال ۲۰۱۱، مدتی بدون دولت مرکزی ماند تا اینکه سال ۲۰۱۵ با حمایت سازمان ملل و جامعه بین‌الملل، دولت وفاق ملی با هدف ایجاد ثبات در این کشور به ریاست فائز السراج بر اساس توافق «صُخیرات» مغرب تشکیل شد که هم‌اکنون شهر طرابلس، محل استقرار این دولت و پارلمان وابسته به آن بود.
به دنبال تشکیل این دولت، نیروهای سیاسی و نظامی حامی ژنرال خلیفه حفتر نیز دست به ایجاد دولت موازی به ریاست عبدالله الثنی و پارلمان در طُبرُق زدند که به پارلمان طبرق معروف است و طی این سال‌ها، بین نیروهای مورد حمایت این دو دولت و پارلمان، جنگ و درگیری است.
بنابراین، اکنون دو دولت رقیب در لیبی وجود داشت. یکی اعضای مجلسی که در انتخابات ژوئن ۲۰۱۴ برگزیده شدند. آن‌ها نماد آینده دموکراتیک کشوری بوده و از سوی جامعه جهانی و سازمان ملل به رسمیت شناخته می‌شوند. آن‌ها برای فرار از دست شبه‌نظامیان به شهر طُبرُق در نزدیکی مرز مصر گریخته‌اند. گروه دیگر، مجلس پیشین موسوم به کنگره ملی عمومی در طرابلس هنوز بر سر کار است. این مجلس حتی دولت خود را در رقابت با آن مجلس بر سر کار آورده است.
بعضی از شبه‌نظامیان تا حد زیادی به دلیل علاقه به شهر و منطقه خودشان می‌جنگند؛ و بعضی دیگر به گروه‌های اسلامی سیاسی مثل اخوان المسلمین، القاعده یا داعش وابسته هستند.
بحران کنونی در ماه ژوئن ۲۰۱۴ با باختن اسلام‌گراها در انتخابات آغاز شد. شبه‌نظامیانی از شهر مصراته و سایر شهرها پایتخت را محاصره کردند. مجلس پیشین گفت مجلس جدید را به رسمیت نمی‌شناسد چرا که قدرت در مراسمی رسمی منتقل نشده است. اما در شرایطی که طرابلس و بنغازی را شبه‌نظامیان کنترل می‌کردند انتقال قدرت به سختی امکانپذیر بود.
نزدیک به ۱۷۰۰ گروه شبه‌نظامی از جمله اخوان‌المسلمین، القاعده و دولت اسلامی عراق و شام در حال جنگ با یکدیگر بر سر قدرت بودند.
در پایان در ۲۳ اکتبر سال ۲۰۲۰ پس از جلسات مختلفی که به منظور صلح در لیبی برگزار شدند، بین دو طرف درگیر در جنگ دوم داخلی توافق‌نامه آتش‌بس امضا شد و تصمیم شد تا زمان برگزاری انتخابات، دولتی موقت بر سر کار بیاید.

## سیاست

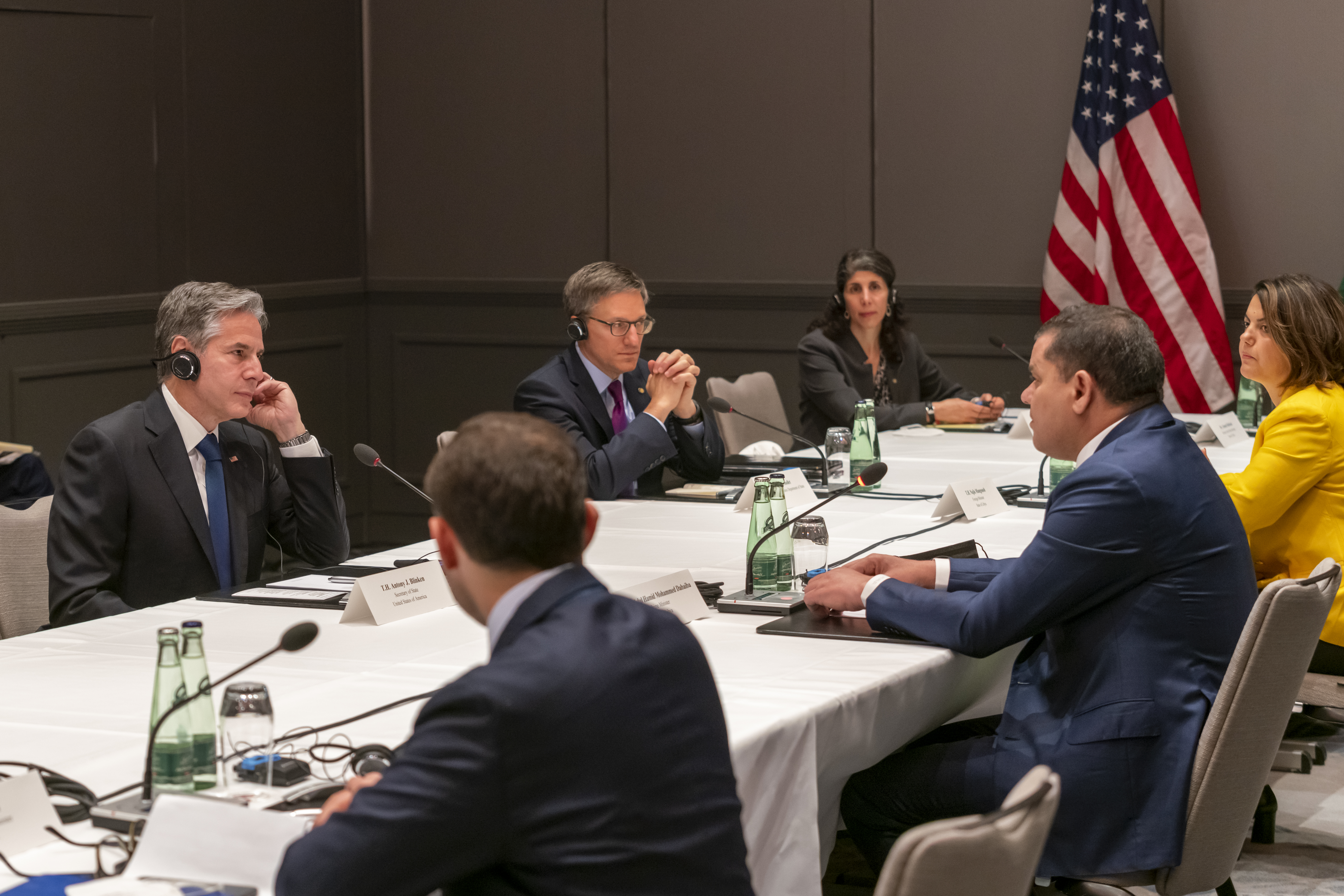
روابط کنونی لیبی و آمریکا

### شورای ملی انتقالی
شورای ملی انتقالی لیبی، مخالفِ قذافی را طی جنگ داخلی سال ۲۰۱۱ نمایندگی می‌کند. در تاریخ ۵ مارس ۲۰۱۱ شورا خود را به عنوان نمایندهٔ همه لیبی معرفی کرد. تا تاریخ ۲۶ اوت ۲۰۱۱، ۶۵ کشور این شورا را به عنوان دولت موقت لیبی به رسمیت شناخته‌اند. این کشورها شامل فرانسه، قطر، ایتالیا، آلمان، کانادا، و ترکیه می‌شوند. این شورا از طرف چندین کشور عربی و اروپایی نیز حمایت می‌شود. شورای ملی انتقالی در تاریخ ۲۳ مارس ۲۰۱۱، یک هیئت اجرایی، به ریاست محمود جبرئیل تشکیل داد. وزارت امور خارجه ایالات متحده آمریکا شورای انتقالی را در تاریخ ۱۵ ژوئیه ۲۰۱۱ به رسمیت شناخت. پس از آن دولت بریتانیا در تاریخ ۲۷ ژوئیه ۲۰۱۱ تمامی دیپلمات‌های رژیم قذافی را قبل از استقرار دیپلمات‌های دولت انتقالی در لندن اخراج کرد.
در تاریخ ۱۷ سپتامبر سال ۲۰۱۱ سازمان ملل متحد با ۱۱۴ رای موافقت خود با نشستن نماینده دولت انتقالی بر کرسی لیبی در این سازمان موافقت کرد.

## تقسیمات کشوری

### استان‌ها
کشور لیبی از سال ۲۰۰۷ به ۲۲ استان (به عربی: شعبیة) و ۴ ناحیه اداری تقسیم شده است. هر استان نیز از چندین بخش (به عربی: مؤتمرات شعبیة) تشکیل شده است. 

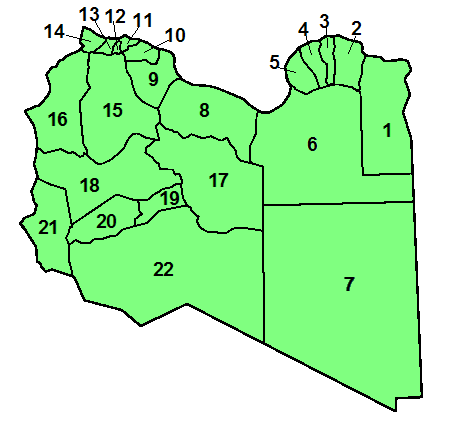
استان‌های لیبی از سال ۲۰۰۷

استان‌های لیبی عبارت‌اند از:
| 1. استان نقاط الخمس 2. استان زاویه 3. الجفاره 4. طرابلس 5. استان مرقب 6. استان مصراته 7. استان سرت 8. بنغازی 9. استان مرج 10. الجبل الاخضر 11. استان درنه 12. استان بطنان 13. استان نالوت 14. استان جبل غربی 15. وادی الشاطی 16. استان جفره 17. استان واحات 18. استان غات 19. استان وادی الحیاه 20. استان سبها 21. استان مرزق 22. استان کفره |

### شهرهای مهم
شهرهای مهم این کشور، عبارت‌اند از:
- طرابلس ۱٬۲۵۰٬۰۰۰ نفر
- بنغازی ۷۰۰٬۰۰۰ نفر
- مصراته ۳۵۰٬۰۰۰ نفر
- بیضا ۲۵۰٬۰۰۰ نفر
- خمس ۲۰۰٬۰۰۰ نفر
- زاویه ۲۰۰٬۰۰۰ نفر
- اجدابیا ۱۴۰٬۰۰۰ نفر
- سرت ۱۳۰٬۰۰۰ نفر
- سبها ۱۳۰٬۰۰۰ نفر
- طبرق ۱۲۰٬۰۰۰ نفر

## اقتصاد

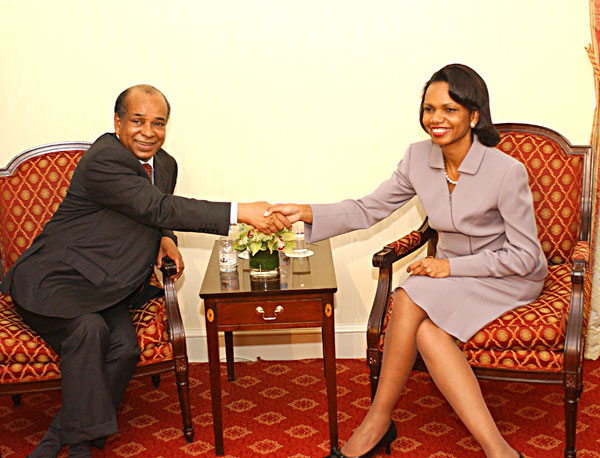
وزیر امور خارجه سابق لیبی عبدالرحمن شلقم با وزیر امور خارجه وقت ایالات متحده آمریکا، کاندالیزا رایس در طرابلس.

- لیبی صاحب بزرگ‌ترین ذخایر نفت آفریقا است.[۱۶] تولید ناخالص داخلی این کشور در سال ۲۰۰۷ برابر با ۷۸٫۷۹ میلیارد دلار بوده و یک میلیون و ۸۲ هزار نفر نیروی کار آن را تشکیل می دادند.
- نرخ بیکاری در لیبی ۳۰ درصد  و ۷٫۴ درصد از مردم آن زیر خط فقر زندگی می‌کردند. در سال ۲۰۰۷ میلادی نرخ تورم در این کشور ۳٫۳ درصد برآورد شد.
- محصولات صادراتی این کشور شامل نفت خام، محصولات فراوری شده پتروشیمی، گاز طبیعی و مواد شیمیایی است که به کشورهای ایتالیا (۳۶٫۷ درصد)، آلمان (۱۴٫۳ درصد)، اسپانیا (۸٫۷ درصد)، آمریکا (۶٫۱ درصد)، فرانسه (۵٫۶ درصد) و ترکیه (۵٫۳ درصد) صادر می‌شود.
- محصولات وارداتی لیبی شامل ماشین‌آلات، کالاهای مصرفی، و تجهیزات حمل و نقل است که از کشورهای ایتالیا (۱۸٫۹ درصد)، آلمان (۷٫۹ درصد)، چین (۷٫۵ درصد)، تونس (۶٫۳ درصد)، فرانسه (۵٫۸ درصد)، ترکیه (۵٫۲ درصد)، آمریکا (۴٫۷ درصد)، کره جنوبی (۴٫۳ درصد) و انگلیس (۴ درصد) وارد می‌شد.

## جمعیت‌شناسی

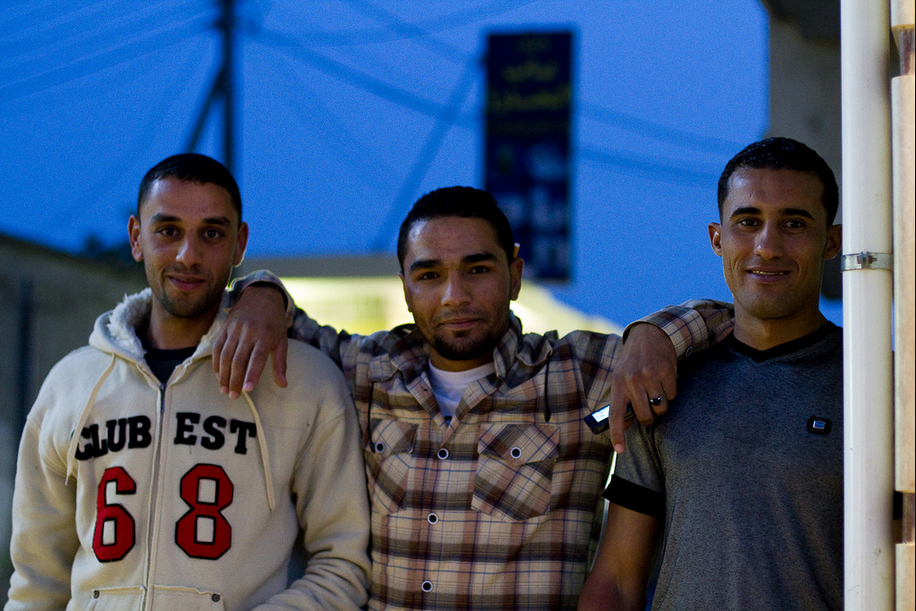
چند مرد اهل لیبی در بیضا

جمعیت لیبی ۶٬۸۵۶٬۰۰۰ نفر با میانگین سنی ۲۸/۸ سال است. امید به زندگی برای زنان در لیبی ۷۶/۵ سال و برای مردان ۷۰/۶ سال است. سی درصد جمعیت لیبی زیر ۱۵ سال و دو سوم آن زیر سی سال دارند. نزدیک به ۱۲۰ قبیله در این کشور وجود دارد.

### زبان
زبان‌های رایج در این کشور شامل عربی، انگلیسی و ایتالیایی است. زبان رسمی لیبی عربی است، ولی بربری هم در میان اقلیتی از مردم این کشور رواج دارد.

### دین

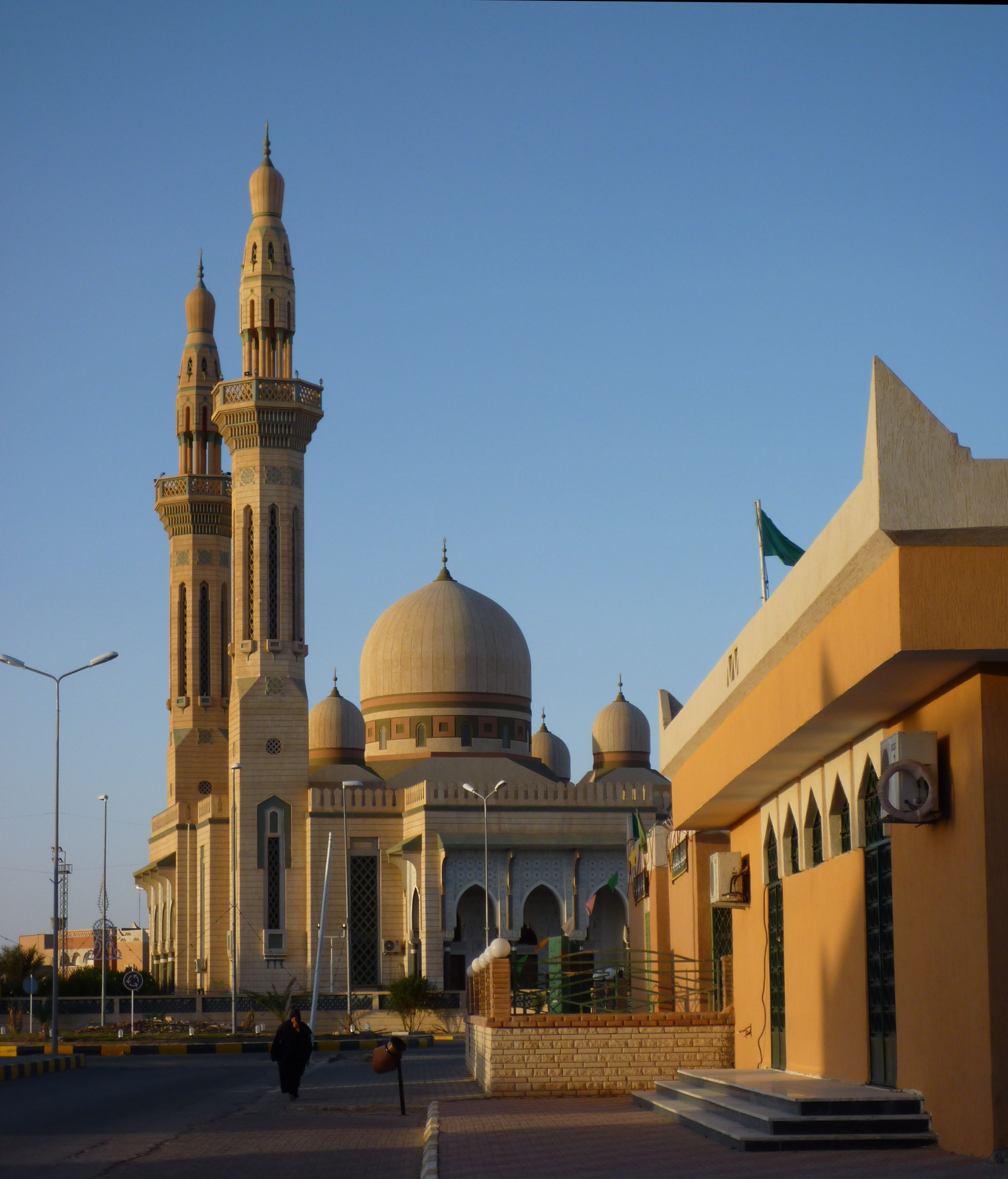
مسجدی در غدامس در نزدیکی مرز الجزایر و تونس

حدود ۹۷ درصد از مردم لیبی، پیرو دین اسلام و عمدتاً اهل تسنن هستند. تعداد اندکی از مسلمانان اباضیه نیز در لیبی زندگی می‌کنند. در سال‌های اخیر و پس از سرنگونی حکومت قذافی، گرایش‌های آشکاری از اسلام‌گرایی سنتی در لیبی دیده شده است.

### بهداشت
بر اساس آمارهای سال ۲۰۰۱ میلادی حدود ۱٫۳ درصد از مردم این کشور به بیماری ایدز مبتلا هستند.

### ورزش
فوتبال، محبوب‌ترین ورزش در کشور لیبی است. این کشور میزبان جام ملت‌های آفریقا ۱۹۸۲ بود. در سال ۲۰۱۴ تیم ملی لیبی پس از شکست دادن تیم غنا در فینال مسابقات قهرمانی آفریقا، قهرمان شد.
سوارکاری دیگر ورزش محبوب در لیبی است.